# Moberly Lake
Der Moberly Lake ist ein See im Nordosten der kanadischen Provinz British Columbia. Der See wurde nach Henry John Moberly (1835–1931) von der Hudson’s Bay Company benannt, der 1859 Leiter der Handelsniederlassung Jasper House war. Seine Familie, die er dort mit einer Irokesin gründete, gab dem See den Namen.

## Lage
Der 27,6 km² große Moberly-See befindet sich am British Columbia Highway 29 zwischen den Orten Chetwynd im Süden und Hudson’s Hope im Norden. Westlich des Sees erstrecken sich die Ausläufer der Kanadischen Rocky Mountains, im Osten liegt das Peace-Plateau. Der See liegt auf einer Höhe von 692 m. In West-Ost-Richtung misst er 14 km, die maximale Breite liegt bei 2,2 km. Der Moberly River, ein Nebenfluss des Peace River, durchfließt den See in östlicher Richtung. Am Nordufer befindet sich die Siedlung Moberly Lake. Am Südufer liegt der 98 ha große Moberly Lake Provincial Park.

## Geschichte
Vor 65 Millionen Jahren gehörte der See zum Ufer eines großen Binnenmeeres, noch bevor die Rocky Mountains entstanden. Seine natürlichen Ressourcen waren so reichhaltig, dass er den Angehörigen der Daneẕaa First Nations als „der See, auf den man sich verlassen kann“ galt. Auch war er als „der See mit dem Loch“ oder „der See ohne Boden“ bekannt. Dort sollte sich der Legende nach ein uraltes Wesen aufhalten, das von Zeit zu Zeit an die Oberfläche kam.

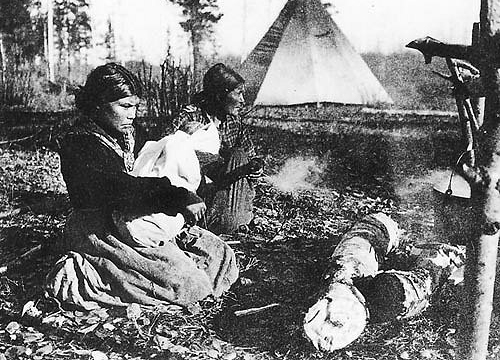
Weibliche Angehörige der Daneẕaa am Beaver Lake, nach dem die Indianer als „Beaver“ bezeichnet wurden, fotografiert 1899

Von den Briten, genauer der Hudson’s Bay Company, wurde der See nach Henry John Moberly (1835–1931) und seiner Familie benannt, dem Haupthändler der Handelsgesellschaft mit Pelzen. Er verließ die Kompanie im Jahr 1865 und ließ sich bis 1868 am Nordufer des Sees nieder. 1870 kehrte er zur Company zurück. Er ließ nicht nur seine Familie, sondern auch seine Begleiter am See zurück, die ihre Angehörigen mitgebracht hatten, die wiederum auf Cree, Nakoda und Irokesen zurückgingen. Moberly selbst heiratete nämlich Suzanne Kwaragkwante, Tochter eines Irokesenpaares – ihre Familie war wohl schon im späten 18. Jahrhundert am See ansässig. Das Paar hatte zwei Söhne. Moberly verließ die Gegend allerdings nach drei Jahren, wohl ohne je zurückzukehren. Seine beiden Söhne heirateten ihrerseits und hatten zehn bzw. acht Kinder.

## Seefauna
Im See kommen u. a. folgende Fischarten vor: Hecht, Stierforelle, Amerikanischer Seesaibling und Heringsmaräne.